# Андрија Марјановић
Андрија Марјановић (Ниш, 14. јануар 1999) српски је кошаркаш. Игра на позицијама бека и крила, а тренутно наступа за Младост СП. 

## Каријера

### Клупска
Марјановић је поникао у нишком клубу Нибак. У лето 2014. године преселио се у Шпанију и прикључио млађим категоријама Барселоне. У овом каталонском клубу провео је три године, а по повратку у Србију одиграо је и једну сезону за јуниоре Меге. Био је део састава Меге који је у тој сезони освојио Јуниорску Јадранску лигу.
Први наступ у сениорској конкуренцији Марјановић је забележио још на почетку сезоне 2016/17. у другом тиму Барселоне. Са Мегом је 24. августа 2017. године потписао први професионални уговор. У сезони 2017/18. играо је на двојну регистрацију за Мегу и Беовук 72. Након три сезоне у екипи Меге, Марјановић је крајем јула 2020. прешао у Слободу из Ужица. У Слободи се задржао до новембра исте године, када је обукао дрес Златибора. Сезону 2021/22. започео је у ваљевском Металцу, али је средином марта 2022. прешао у Куманово. Почетком августа 2022. потписао је за шпанског друголигаша Сан Пабло Бургос, у чијем дресу је одиграо 11 утакмица. Крајем фебруара 2023. вратио се у Куманово. У Другој лиги Шпаније поново је наступао током сезоне 2023/24, али тада као играч Мелиље. Почетком септембра 2024. вратио се у родни град и потписао отворени уговор са клубом Ниш, тадашњим учесником Друге лиге Србије. За Ниш је одиграо девет утакмица и у том периоду је био водећи стрелац екипе. Деветнаестог новембра 2024. прешао је у Младост СП, која се такмичи у Кошаркашкој лиги Србије.

### Репрезентативна
Марјановић је са јуниорском репрезентацијом Србије освојио златну медаљу на Европском првенству 2017. године.

## Успеси

### Клупски
- Мега Бемакс:
  - Јуниорска Јадранска лига (1): 2017/18.

### Репрезентативни
- Европско првенство до 18 година:  2017.